# Чернишов Ігор Миколайович
І́гор Микола́йович Чернишо́в (нар. 1966) — народився в Києві. Український медіа-бізнесмен, 1986 року закінчив Київський університет ім. Шевченка.
Генеральний директор групи компаній Тавр Медіа, засновником якої є народний депутат Микола Баграєв. Куратор центру досліджень Незалежної асоціації радіомовників. З 1995 року працює в радіобізнесі.

## Діяльність
1992 року працював на ICTV, після чого вирішив займатись радіо заснованому американською корпорацією Story First.
Пізніше вирішив перейти до радіобізнесу.
1995 став комерційним директором радіостанції Music Radio, заснованою в Україні американською медіа-корпорацією Story First.
2003 — очолив радіогрупу TAVR Media
2013 — спільно із засновником TAVR Media Миколою Баграєвим створив продюсерську компанію UMMG, що стала здійснювати продюсування та просування українських артистів.
2014 — у перші дні початку війни на Донбасі спільно з Н. Баграєвим організував від TAVR Media волонтерську доопомогу українським добровольцям, котрі готувались на базі військового центру «Десна»
2015 — ініціював співпрацю TAVR Media з фондом допомоги армії «Повернись живим» та іншими волонтерськими організаціями, з якими радіогрупа працює до сьогодні
2016 — від імені TAVR Media виступив із офіційною позицією стосовно виконання закону про квоти на українську музику в ефірах радіостанцій та підписав меморандум щодо чіткого виконання цього закону.
Радіогрупа «Тавр Медіа», яка об'єднує всеукраїнські радіомережі:
1. Хіт-FM
2. Kiss FM
3. Радіо Байрактар
4. Radio Relax
5. Radio ROKS
6. Радіо Мелодія
7. Радіо Джаз
8. Радіо Класик

Після окупації Криму Росією 2014 року планував подавати позов до суду й відстоювати право групи компаній вести далі мовлення на території півострова.